# In the End (canção de Linkin Park)
"In the End" é uma canção da banda de rock norte-americana Linkin Park gravada para o seu álbum de estreia, Hybrid Theory (2000). Foi escrita por todos os membros do grupo e produzida por Don Gilmore, sendo gravada entre os anos de 1999 e 2000 nos estúdios NRG Recording, em North Hollywood, Califórnia. A faixa foi lançada como o terceiro single de Hybrid Theory nos Estados Unidos em 11 de setembro de 2001, e como o quarto single em território europeu em 8 de outubro, ambos através da gravadora Warner Bros. Musicalmente, trata-se de uma obra derivada dos gêneros nu metal, rap rock, rock alternativo e hard rock, com influências no hip hop e na música pop, enquanto que seu conteúdo lírico baseia-se em cima do fracasso de uma pessoa em determinada situação da vida, independentemente dos esforços dela.
Inicialmente nomeada "Untitled" em sua versão demo, "In the End" foi primeiramente desenvolvida pelo rapper Mike Shinoda, que trabalhou em suas letras e instrumentais durante uma noite em um estúdio de ensaios de Hollywood. Ao ser apresentada aos demais integrantes, a obra obteve uma resposta majoritariamente positiva, com o baterista Rob Bourdon dizendo que era "exatamente o tipo de música" que ele queria que a banda escrevesse. O vocalista Chester Bennington, no entanto, não gostou da faixa no início e nem queria que ela fosse incluída em Hybrid Theory, apesar de anos mais tarde reconhecê-la como uma "ótima música". Ao longo de seu desenvolvimento, todos os integrantes do grupo colaboraram com partes na faixa. Seu toque de piano característico foi criado por Shinoda, enquanto Brad Delson trabalhou nas guitarras e na linha de baixo, substituindo o baixista Dave Farrell, que estava comprometido com outra banda na época.
"In the End" foi majoritariamente bem recebida pelos críticos de música, com muitos considerando-a como a canção assinatura de Linkin Park. Os elogios à faixa foram atribuídos ao seu riff de piano "icônico" e a interação dos vocais de Bennington e Shinoda. Foi um sucesso comercial, atingindo a 2ª posição na Billboard Hot 100 dos Estados Unidos — o single de maior sucesso da banda nesta parada — e o topo das tabelas Alternative Airplay e Mainstream Top 40. Nesse país, foi a segunda faixa de rock mais tocada nas rádios da década de 2000, sendo certificada pela Recording Industry Association of America (RIAA) com disco de diamante. Também atingiu as dez primeiras posições em diversos locais da Europa e Oceania. A canção foi classificada em 17.º lugar na lista da revista Kerrang! dos "100 Maiores Singles de Todos os Tempos" e na 2ª posição na lista da Loudwire das "Melhores Canções de Hard Rock do Século 21".
Seu videoclipe correspondente, dirigido por Joe Hahn e Nathan "Karma" Cox, foi filmado em julho de 2001 nos GMT Studios em Culver City, Califórnia e lançado em setembro daquele ano. Foi premiado na categoria "Melhor Videoclipe de Rock" na MTV Video Music Awards de 2002, com indicações também para "Videoclipe do Ano" e "Melhor Videoclipe de Grupo". Um remix da canção, sob o título "Enth E Nd", com a participação de KutMasta Kurt e Motion Man, foi promovido no álbum de remixes Reanimation (2002) e, em uma colaboração entre a banda e o rapper Jay-Z, a faixa foi regravada num mashup com a canção "Izzo (H.O.V.A.)", lançado no EP Collision Course (2004). Além de ser a canção mais tocada em apresentações ao vivo do grupo, "In the End" foi usada em outras mídias, com aparições em trilhas sonoras de séries de televisão e jogos eletrônicos. Além disso, diversos artistas realizaram covers variados da canção.

## Antecedentes e desenvolvimento

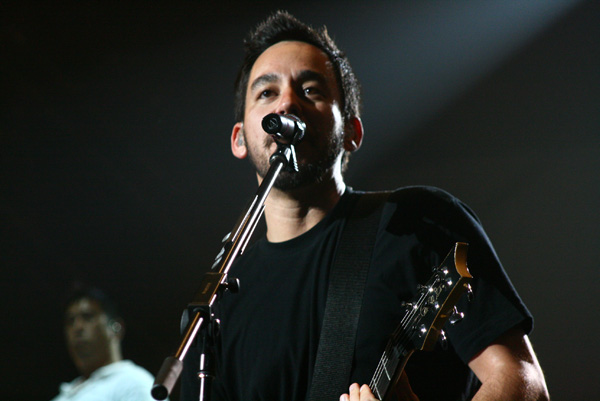
O rapper e multi-instrumentista Mike Shinoda foi o principal contribuinte no desenvolvimento da canção no início, com o restante dos integrantes da banda colaborando mais tarde.

O processo de criação de "In the End" começou em 1999, sob o título de trabalho intitulado "Untitled". No ano de formação da banda, em 1996, na época nomeada como Xero e composta pelo rapper e multi-instrumentista Mike Shinoda, o guitarrista Brad Delson, o baterista Rob Bourdon, o DJ Joe Hahn, o baixista Dave Farrell e o vocalista principal Mark Wakefield, eles gravaram um primeiro material num estúdio improvisado de Shinoda. No entanto, terminaram por fracassar em obter um contrato com algum selo musical, o que acabou frustrando Wakefield, que abandonou o projeto. A banda precisava de um novo vocalista e sob a indicação de Jeff Blue, vice-presidente de coordenação de A&R da gravadora Zomba Music, o ex-membro de uma banda recém-separada chamada Grey Daze, Chester Bennington, assumiu os vocais. No início do processo de desenvolvimento de "In the End", em 1999, o grupo gravou uma fita demo, que foi apresentada a várias gravadoras, enfrentando mais de quarenta rejeições. Após várias tentativas, a banda, sob o nome Hybrid Theory — que tiveram que renomear para Linkin Park devido a possíveis problemas legais a um grupo de música eletrônica galês de nome Hybrid — lançaram de forma independente um EP de mesmo nome, conseguindo, por fim, um contrato com a gravadora Warner Bros. Records. O engenheiro técnico Brian Gardner, responsável pela masterização do então futuro álbum de estreia do grupo, Hybrid Theory, percebeu que o conjunto tinha canções com títulos não líricos e achou que seria uma boa ideia mudar algumas delas para que a decisão final fosse tomada um pouco mais tarde. Isso aconteceu com "Untitled", que apesar de ser um nome que a banda gostava, decidiram modificá-lo, principalmente após o cantor D'Angelo ter lançado um single intitulado "Untitled (How Does It Feel)" em janeiro de 2000.
Em meados de agosto de 1999, já com a Warner, a banda compôs um EP demo chamado Hybrid Theory 8-Track Demo, que continha a versão demo de "In the End", ainda sob o nome "Untitled". Shinoda trabalhou nas letras da canção durante uma noite em um estúdio de ensaios localizado em Vine Street, Hollywood, em uma sala que não continha janelas: "Não tinha ideia da hora do dia; só dormia quando estava cansado e trabalhei nessa música até tomar forma [...] Não tínhamos mesa e cadeiras na sala, então eu apenas sentei no chão e trabalhei." Ele descreveu a versão original como "muito mais abstrata e mais rápida" do que a atual. O primeiro membro da banda que ouviu a canção após Shinoda foi o baterista Bourdon, que disse que era "exatamente o tipo de música" que ele queria que a banda escrevesse e demonstrou o quanto desejava uma canção que falasse sobre algum aspecto da vida. Alguns dos softwares usados por Shinoda durante a produção da canção incluíam o Cubase e o Pro Tools junto com um MPC 2000. O toque de piano presente na obra foi feita por Shinoda, enquanto Delson trabalhou nas guitarras e na linha de baixo — o baixista Farrell estava comprometido com a banda Tasty Snax na época. Neste ponto, todos os integrantes começaram a contribuir e adicionar partes na faixa.

Eu nunca fui um fã de 'In the End' e eu nem queria que isso estivesse no álbum, honestamente. O quão errado eu poderia estar? Eu basicamente decidi naquele ponto que não sei do que diabos estou falando, então deixo isso para outras pessoas que são realmente talentosas em escolher músicas que as pessoas vão gostar mais. Também me deu uma boa lição, como artista, que não tenho necessariamente que fazer apenas música, na minha banda, que quero ouvir. Na maioria das vezes, algo que eu gosto, muito poucas pessoas gostam, e algo que essas pessoas gostam é algo que eu gosto, ou não gosto de jeito nenhum. E isso é legal, me dá uma nova apreciação pelas músicas. Mas, você sabe, agora eu amo 'In the End' e acho que é uma ótima música. Na verdade, eu vejo como é uma música boa, era apenas difícil para mim ver isso na época.

Chester Bennington, em entrevista com a V Music em agosto de 2012.
Linkin Park se estabeleceu nos NRG Recording Studios em North Hollywood, Califórnia, com a produção da canção e de seu álbum de estreia estando a cargo do produtor musical Don Gilmore. Já Andy Wallace esteve sob responsabilidade de sua mixagem. Enquanto a banda estava escrevendo os versos finais de "In the End", alguns membros da gravadora queriam que Shinoda parasse de fazer rap e se limitasse a tocar teclado, enquanto outros sugeriram que Bennington abandonasse a banda e seguisse uma carreira solo. Segundo Bennington, alguns membros da Warner queriam que um outro rapper de Nova Iorque fizessem os vocais para o álbum: "Eles queriam um fodido rapper de Nova Iorque que ninguém conhecia para vir e fazer os vocais no álbum. Eu só queria dar um soco na cara daqueles idiotas porque eles não podiam ver aquela porra de uma tetina dourada de grandiosidade que estava bem na frente deles. Mike é um dos compositores mais produtivos de nossa era, eu acho. Deus sabe quantos 'Número Um' nós tivemos, mas se ele não estivesse na banda, não teríamos nenhum". Shinoda disse que Blue conversou com Bennington para comentar sobre o trabalho que ele estava fazendo no álbum:
| “                                                                    | Ele [Blue] disse [para Bennington]: 'Cara, poderíamos simplesmente construir uma banda em torno de você. Você pode manter qualquer um desses caras que quiser, basta ter sua própria banda. Você é a estrela, não sei por que temos esses outros caras por perto.' E Chester, para seu crédito, entrou no estúdio naquele dia e disse: 'O cara está tentando te expulsar da banda.' E eu fiquei tipo: 'O que você quer dizer? O que você disse?' E ele disse: 'Eu mandei ele ir se foder'. | ” |
| — Mike Shinoda, em entrevista com a revista Spin em outubro de 2020. | |   |

Apesar da boa recepção que a canção teve entre os membros da banda, o vocalista Bennington não gostou dela de início, e não desejava que estivesse inclusa em Hybrid Theory. Shinoda disse: "O engraçado é que, no momento em que toquei aquela demo para os outros caras, eles perceberam que aquela música era especial. Chester sempre disse que não entendia, não amava aquela música, mas acho que ele esqueceu que havia momentos em que ele realmente entendia. Ele sempre disse: 'Eu nunca entendi, os caras nunca deveriam me deixar escolher singles' porque ele nunca pensou que seria tão grande como foi." Bennington revelou sua falta de apreciação inicial por "In the End" em uma entrevista com o canal australiano V Music em agosto de 2012: "Eu nunca fui um fã de 'In the End' e eu nem queria que isso estivesse no álbum, honestamente. O quão errado eu poderia estar?". Com o passar do tempo, ele reconheceu "In the End" como uma boa música e que resiste ao teste do tempo.

## Composição
"In the End" é a oitava faixa de Hybrid Theory, sucedendo a canção "By Myself" e antecedendo "A Place for My Head", e possuindo uma duração de três minutos e trinta e seis segundos (3:36). A obra deriva dos gêneros nu metal, rap rock, rock alternativo e hard rock, apesar de Shinoda considerá-la como a música "mais pop" da banda. A canção inicia-se com um riff de piano que se junta com versos de rap de Shinoda e percussão de bateria eletrônica de Bourdon; mais tarde, é acompanhado pelos vocais de Bennington no refrão e guitarras de Delson. A Sputnikmusic descreve-a como uma das "canções mais lentas" de Hybrid Theory que de início possui muitas influências no hip hop e na música pop, onde no refrão alcança "uma sensação mais orientada para o rock". De acordo com a partitura musical publicada pela Universal Music Publishing Group, a obra foi composta no tom de sol bemol maior com um ritmo de 106 batidas por minuto. Os vocais de Shinoda abrangem-se na nota mi bemol4.
Liricamente, a faixa baseia-se em cima do fracasso de uma pessoa, podendo descrever tanto um relacionamento rompido quanto a uma tentativa de superar um obstáculo pessoal, além de também se preocupar "com a ideia de ficar sem tempo" e ser aberta à múltiplas interpretações. A linha "O tempo é uma coisa valiosa / Assista-o voar como o balançar de um pêndulo" é denotada pela Drowned In Sound como um "comentário real sobre um indivíduo desamparado". Já o verso presente no refrão "Eu tentei tanto e cheguei tão longe / Mas no fim, isso nem mesmo importa" é interpretado pela Spin como "um refrão existencial e explosivo enraizado na derrota". Questionado de como as letras para o refrão surgiram, Shinoda disse: "Acho que estava reagindo às coisas que nós, como banda, tínhamos passado no começo. A canção quase não sabe se quer ser otimista ou pessimista — o começo é um pouco sombrio, mas não dá para dizer (liricamente) se decide-se ou não. É disso que gosto." Ao ser perguntado sobre "a faixa de Hybrid Theory que mudou bastante o seu significado ao longo dos anos" pela Vulture, Shinoda citou "In the End", observando uma espécie de "pessimismo" encontrado em sua letra: "É tão estranho. A maneira como o refrão veio até mim foi em um pessimismo quase descarado. Se você ouvir a letra, é tão pessimista, e eu realmente não sou tão pessimista. Na verdade, meus amigos costumam me acusar de encontrar o lado bom das coisas com muita frequência. Então, escrever essas palavras e ter que ser a maior canção do álbum [Hybrid Theory], me forçou a ter uma perspectiva diferente sobre para que serve essa música e qual é o significado dela no mundo." Já em uma entrevista com a Rock Sound em 2020, Shinoda opinou sobre o motivo de que a faixa ainda atrai o público atualmente:
| “                                                                | Há uma batalha estranha com o desespero e a natureza efêmera do tempo e de nossas vidas que a canção realmente trata. O que é tão estranho sobre a música é que ela quase fala sobre essas coisas e diz: 'Não tenho respostas'. Porque geralmente uma canção não é sobre não ter respostas certas? Ela apenas gira em torno de um círculo liricamente. E, especialmente como um jovem, é assim que eu me sentia, é assim que todos nos sentimos, simplesmente não sabíamos o que fazer com as coisas. Em certo sentido, é isso que ainda acontece hoje, é uma coisa atemporal e universal. | ” |
| — Mike Shinoda, em entrevista com a Rock Sound em julho de 2020. | |   |

## Lançamento e formatos
Após os lançamentos subsequentes das faixas "One Step Closer" e "Crawling" como os primeiros singles de Hybrid Theory, a banda e a gravadora já preparavam um próximo single para suceder "Crawling", com "In the End" estando em seus planos. No entanto, algumas mudanças foram realizadas em torno de sua promoção. A banda lançou "Papercut" como o terceiro single em 18 de junho de 2001 somente em território europeu, para assim usarem "In the End" como o último foco de divulgação de Hybrid Theory. Shinoda explicou como aconteceu o processo de escolha das canções promocionais: "Mudamos os singles para convergir [...] Lançamos 'One Step Closer' e 'Crawling' em todo o mundo, depois adicionamos 'Papercut' apenas na Europa, para que pudéssemos expirar e fazer 'In the End' como um último empurrão no álbum." Bennington, por não gostar da canção no início, tinha ressalvas sobre "In the End" ser um single, opinando que era uma faixa "mais suave" em comparação com os seus lançamentos anteriores. A canção foi lançada como o terceiro single de divulgação de Hybrid Theory nos Estados Unidos em 11 de setembro de 2001, através das rádios mainstream rock, active rock e alternative rock. Esta data coincidiu com os ataques de 11 de setembro de 2001 em Nova Iorque, o que fez com que a banda cancelasse um show programado para acontecer no mesmo dia em Hamburgo, Alemanha, "por respeito ao que estava acontecendo em casa". Na Europa, "In the End" foi lançada em 8 de outubro de 2001 como o quarto single do disco; a faixa estava originalmente agendada para 1.º de outubro, sendo adiada por razões desconhecidas. Um lançamento separado em outros territórios mundo afora ocorreu em 20 de novembro de 2001.
"In the End" foi lançada pela gravadora Warner Bros. em diversos formatos. Entre eles, incluem duas partes nos formatos CD single e maxi single lançados com capas de cores distintas. A "Parte 1" apresenta uma capa amarela que contêm a versão original da canção, junto com uma performance ao vivo da mesma através da BBC Radio 1, além de uma edição ao vivo de "Points of Authority" na Docklands Arena, Londres, em 24 de março de 2001, e um videoclipe de "In the End" como conteúdo bônus. Já a "Parte 2", trata-se de uma edição de capa vermelha. Nela, contêm uma edição ao vivo da canção "A Place for My Head" na mesma data e local que "Points of Authority" (da "Parte 1") foi performada, além da presença da canção "Step Up", que está originalmente inclusa em Hybrid Theory EP. Também foi disponibilizada uma versão em DVD da faixa, que possui o videoclipe da canção "Crawling" e quatro entrevistas de trinta segundos. Nos Estados Unidos, uma edição em fita cassette também foi lançada, possuindo o videoclipe da canção. Em janeiro de 2002, a banda promoveu "In the End" em território japonês com um extended play (EP) composto por sete faixas, intitulado In the End: Live & Rare.

### Faixas
| CD single - Parte 1 |                                                             |                                                                      |         |  |
| N.º                 | Título                                                      | Compositor(es)                                                       | Duração |  |
| 1.                  | "In the End"                                                | Chester Bennington, Rob Bourdon, Brad Delson, Joe Hahn, Mike Shinoda | 3:37    |  |
| 2.                  | "In the End" (ao vivo na BBC Radio 1)                       | Bennington, Bourdon, Delson, Hahn, Shinoda                           | 3:25    |  |
| 3.                  | "Points of Authority" (ao vivo na Docklands Arena, Londres) | Bennington, Bourdon, Delson, Hahn, Shinoda                           | 3:29    |  |
| 4.                  | "In the End" (videoclipe)                                   |                                                                      | 3:36    |  |

| CD single - Parte 2 |                                                             |                                                                          |         |  |
| N.º                 | Título                                                      | Compositor(es)                                                           | Duração |  |
| 1.                  | "In the End"                                                | Bennington, Bourdon, Delson, Hahn, Shinoda                               | 3:38    |  |
| 2.                  | "A Place for My Head" (ao vivo na Docklands Arena, Londres) | Bennington, Bourdon, Delson, Dave Farrell, Hahn, Shinoda, Mark Wakefield | 3:12    |  |
| 3.                  | "Step Up"                                                   | Shinoda, Hahn, Delson                                                    | 3:54    |  |

| DVD |                         |         |  |
| N.º | Título                  | Duração |  |
| 1.  | "In the End" (áudio)    | 3:36    |  |
| 2.  | "Crawling" (videoclipe) | 3:36    |  |
| 3.  | "4 X 30 Seconds"        | 2:00    |  |

| In the End: Live & Rare |                                                             |                                                                |         |  |
| N.º                     | Título                                                      | Compositor(es)                                                 | Duração |  |
| 1.                      | "In the End" (versão do álbum)                              | Bennington, Bourdon, Delson, Hahn, Shinoda                     | 3:37    |  |
| 2.                      | "Papercut" (ao vivo na Docklands Arena, Londres)            | Bennington, Bourdon, Delson, Hahn, Shinoda                     | 3:12    |  |
| 3.                      | "Points of Authority" (ao vivo na Docklands Arena, Londres) | Bennington, Bourdon, Delson, Hahn, Shinoda                     | 3:30    |  |
| 4.                      | "A Place for My Head" (ao vivo na Docklands Arena, Londres) | Bennington, Bourdon, Delson, Farrell, Hahn, Shinoda, Wakefield | 3:10    |  |
| 5.                      | "Step Up"                                                   | Shinoda, Hahn, Delson                                          | 3:54    |  |
| 6.                      | "My December"                                               | Shinoda                                                        | 4:20    |  |
| 7.                      | "High Voltage"                                              | Bennington, Bourdon, Delson, Hahn, Shinoda                     | 3:45    |  |

## Recepção da crítica
"In the End" obteve comentários majoritariamente favoráveis da crítica após o seu lançamento, com muitos considerando-a como a canção assinatura de Linkin Park. David Turner, da Stereogum, descreveu-a como a canção "mais icônica" da banda elogiando o riff de piano presente em sua introdução: "É uma abertura frágil para uma música que avidamente coloca o peso do mundo sobre seus ombros e realmente vai atrás dela, nos lembrando porque o Linkin Park foi muitas vezes ridicularizado em seus primeiros dias por esse melodrama, auto-seriedade e franqueza lírica. [...] Por esse fardo que torna o Linkin Park tão cativante, porque eles entenderam como mergulhar nas profundezas emocionais sem colocar ares de mansidão ou diminuição de volume." Chad Childers, da Loudwire, observou que embora "One Step Closer" tenha sido "a canção que quebrou o Linkin Park", "In the End" foi a faixa que "garantiu que os fãs estivessem por perto para ficar. A mistura perfeita de melodia melancólica e agressão impulsionada pela angústia da música mostrou a amplitude do que a banda poderia fazer. Enquanto Bennington pode dizer na faixa que ele tentou tanto, mas no final nada realmente importava, os fãs do Linkin Park podem discordar." Gabriel Szatan, da Pitchfork, reconheceu a canção como a "joia da coroa" de Hybrid Theory e continuou dizendo: "É a exposição mais clara de como o songcraft da banda os tornam diferenciados. O som aleatório da bateria e o piano melancólico que o desencadeou são tão imediatamente reconhecíveis quanto a batida que sangra do nariz que anuncia 'Master of Puppets' [da banda Metallica]."

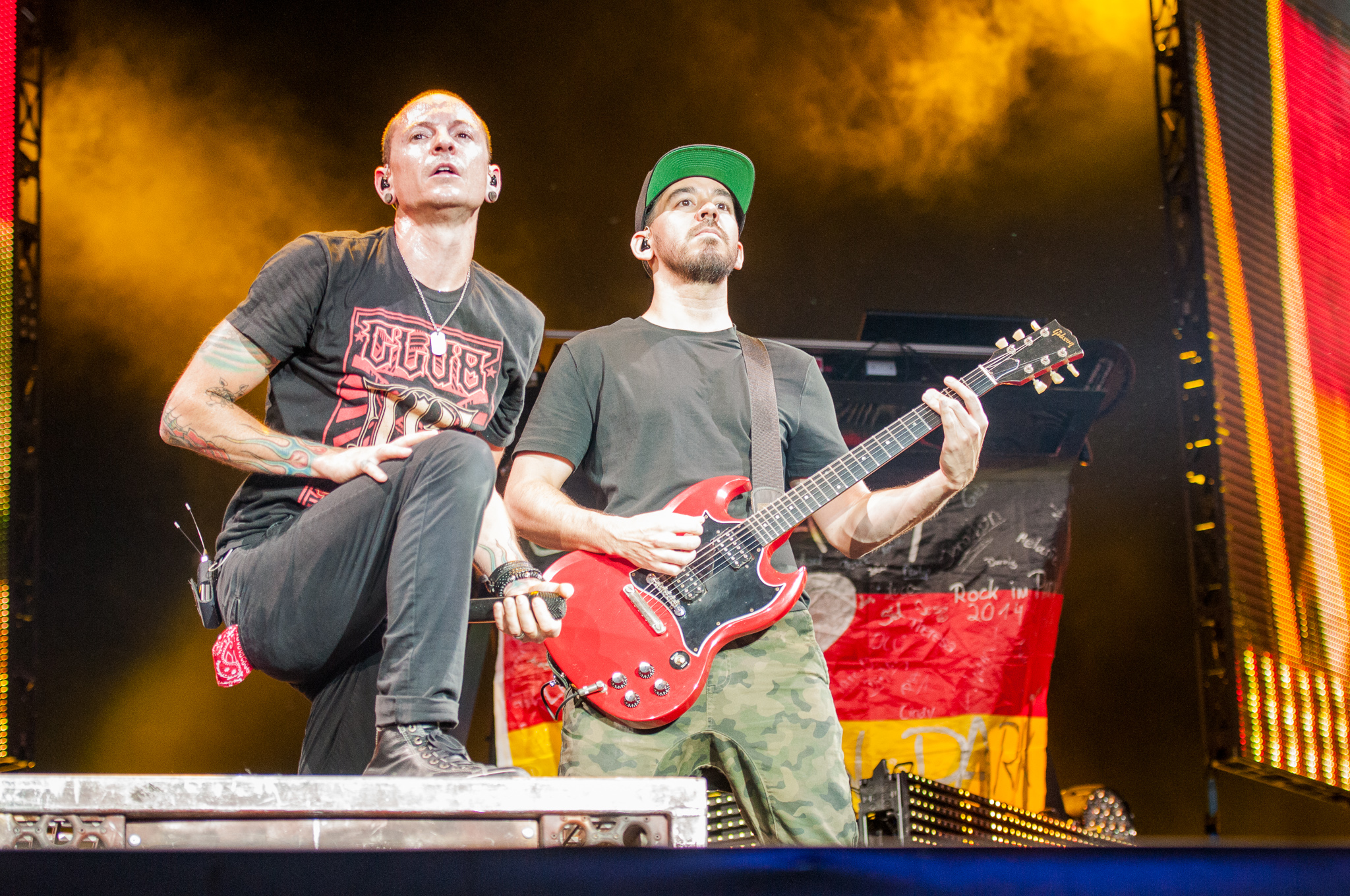
A interação dos vocais de Chester Bennington (esquerda) e Mike Shinoda (direita) foi aclamada pela crítica

A junção dos vocais de Mike Shinoda com os de Chester Bennington foi aclamada pela crítica. Luke Morton, da revista Kerrang!, considerou os "versos característicos de Mike" como sendo "embelezados com os vocais etéreos e flutuantes de Chester, segurando as notas com precisão e extensão originais." Ollie Dean, da Classic Rock History, observou uma "excelente interação" entre o "rap áspero de Shinoda e as corridas vocais melancólicas e obsessivas de Bennington. [...] O contraste entre os vocais dos dois cantores, juntamente com uma combinação inteligente de letras e instrumentais, ajuda a consolidar 'In the End' como uma escuta essencial do Linkin Park." Já a estação de rádio norte-americana WMMR denotou que os "os versos frustrados de Mike" encontram-se em equilíbrio com o "repouso derrotado de Chester". Quanto ao seu refrão, Sam Law, da Kerrang!, caracterizou-o como "poderoso de estourar os pulmões", enquanto a Louder Sound descreveu-o como um "outro mostruário impressionante para Chester, que absolutamente derrota o refrão e arranca seu coração do peito no oitavo meio da canção."
Andrew Unterberger, da Billboard, descreveu que todas as partes da faixa são icônicas e memoráveis e considerou-a como uma das melhores canções do século XXI: "Tantas partes de 'In the End' se tornaram icônicas que é fácil tomar uma ou mais como garantidas. O riff de piano de abertura é icônico, é claro. A linha de abertura é icônica. O refrão é icônico. A ponte ["Coloquei minha confiança em você / Aguentei o máximo que pude"] é pelo menos adjacente a um ícone. E o último eco do piano, um soluço final sobre a faixa manchada de lágrimas, é icônico." Apesar de suas dúvidas iniciais sobre o sucesso de Linkin Park e sua definição no gênero nu metal, Joe Wisbey da Drowned In Sound, pontuou a canção com uma nota 6/10 e descreveu que ela "nunca explode em algo inaudível, Joe [Hahn] abaixa o volume de seu barulho. Porque não precisa se provar. É boa o suficiente por si só." Em uma avaliação negativa, Piers Martin, da NME, considerou "In the End" como "outra faixa de rap rock sem graça da MTV [que vem] diretamente do fundo da cadeia alimentar. Uma música literalmente sobre nada — 'No final, isso nem importa' diz o refrão — quando o mundo deixar de se preocupar com o Linkin Park, eles só terão a si mesmos como culpados."

### Reconhecimentos
"In the End" recebeu uma indicação na categoria "Faixa de Rock Moderno do Ano" na edição de 2002 da Billboard Music Awards, perdendo para a canção "Blurry", da banda Puddle of Mudd. Ao passar dos anos, a faixa foi colocada em diversas listas de "melhores músicas". Em 2009, a AOL Radio classificou "In the End" em 2.º lugar na sua lista das "Melhores Canções Alternativas da Década de 2000", ficando atrás somente da canção "The Kill", da banda Thirty Seconds to Mars. A revista norte-americana Spin colocou a faixa em duas listas diferentes: "30 Melhores Canções de Nu-Metal", sendo classificada na 5ª posição, e "50 Melhores Canções do Ano 2000", onde foi posta na 17ª colocação. Em 2012, a Loudwire honrou a canção em 2.º lugar na sua lista das "Melhores Canções de Hard Rock do Século 21" e comentou que o grupo juntou o "rock e o rap de uma forma que soava como nenhuma outra banda". Em uma edição da revista britânica Kerrang! de dezembro de 2002, a canção foi posta em 17.º lugar na lista dos 100 Maiores Singles de Todos os Tempos. Em 2005, a faixa foi classificada em 121.º lugar na lista da Blender das "500 Melhores Canções Desde Que Você Nasceu" e, em 2020, a estação de rádio espanhola Rock.fm colocou-a em 51.º lugar em sua lista das "500 Melhores Canções de Rock da História da Música".
| Publicação | País           | Honraria/Lista                                     | Ano  | Posição |
| ---------- | -------------- | -------------------------------------------------- | ---- | ------- |
| AOL Radio  | Estados Unidos | Melhores Canções Alternativas da Década de 2000    | 2009 | 2       |
| Billboard  | Estados Unidos | 100 Melhores Canções de 2001                       | 2021 | 17      |
| Blender    | Estados Unidos | 500 Melhores Canções Desde Que Você Nasceu         | 2005 | 121     |
| Kerrang!   | Reino Unido    | 100 Maiores Singles de Todos os Tempos             | 2002 | 17      |
| Loudwire   | Estados Unidos | Melhores Canções de Hard Rock do Século 21         | 2012 | 2       |
| Rock.fm    | Espanha        | 500 Melhores Canções de Rock da História da Música | 2020 | 51      |
| Spin       | Estados Unidos | 30 Melhores Canções de Nu-Metal                    | 2017 | 5       |
| Spin       | Estados Unidos | 50 Melhores Canções do Ano 2000                    | 2020 | 17      |
| VH1        | Estados Unidos | 100 Melhores Canções da Década de 2000             | 2011 | 84      |
| Z100       | Estados Unidos | 100 Melhores Canções de 2002                       | 2002 | 1       |

## Videoclipe

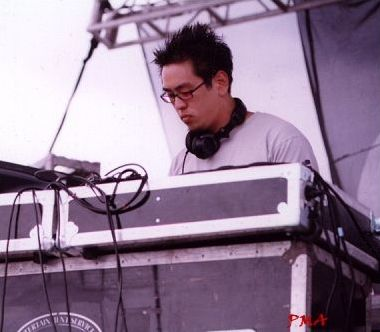
O videoclipe de "In the End" foi co-dirigido pelo DJ da banda, Joe Hahn (imagem) e por Nathan "Karma" Cox.

O videoclipe de "In the End" foi co-dirigido pelo DJ Joe Hahn e por Nathan "Karma" Cox, os mesmos que dirigiram o clipe do single antecessor da banda, "Papercut". Suas filmagens ocorreram em 12 de julho de 2001 nos GMT Studios em Culver City, Califórnia, durante uma pausa da turnê Ozzfest, que estava em andamento naquele mesmo mês. Sobre esta turnê, Shinoda comentou para a MTV: "Ozzfest é legal porque nunca nos apresentamos em um festival de metal antes. [...] De certa forma, estamos apresentando às crianças nosso tipo de música e as diferentes coisas que trazemos — os elementos do hip-hop e os elementos eletrônicos. E, ao mesmo tempo, há crianças que têm a mesma formação que nós, conferindo algumas bandas de metal pela primeira vez." Sobre o vídeo, Delson opinou que enquanto o clipe de "Crawling" é "muito voltado para efeitos especiais, todos os ambientes são gerados por computador", este vídeo é ainda "mais ambicioso" e ele realmente esperava que fosse "quase como um vídeo inovador, porque todo o conceito por trás dele é bastante inovador." A banda voltou a trabalhar com a produtora Anonymous Content após o vídeo de "Papercut", enquanto Vance Burberry serviu como o diretor de fotografia.
Inicialmente, a Warner Bros. queria que fosse realizado um conceito diferente para o clipe, como garotos andando em skates. Hahn disse que foi "uma batalha" em produzir esse vídeo de maneira independente: "Fomos bem-sucedidos o suficiente para não precisarmos fazer um vídeo de apresentação com garotos andando em skates por aí, mesmo sendo isso que a gravadora queria." Cox comentou que levou quase três meses para convencer a Warner Bros. em deixá-los fazer o vídeo do jeito que quisessem. Apesar disso, a gravadora ainda tinha um problema com o conceito inicial idelizados por Cox e Hahn: "Originalmente, a gravadora achou que era muito leve. Eles queriam que eu lhe desse alguns dentes. Então criei o cenário da chuva e o ciclo de vida que ficaria feio por um tempo e esses espinhos que sairiam do chão e a gravadora acabou comprando e cavando o que estávamos fazendo", disse Cox. Hahn encontrou inspiração nas pinturas do pintor checo Alfons Maria Mucha, que ajudou a moldar a estética da art nouveau francesa no final do século XIX e no início do século XX, enquanto Shinoda mencionou que a estética do filme de animação Mononoke Hime (1997) também serviu de inspiração para o videoclipe. Já os símbolos presentes na porta de entrada, no início do vídeo, referem-se a letras do alfabeto maçom.

A arte conceitual da estátua em forma de mulher, na imagem acima, foi desenhada pelo desenhista de produção Patrick Tatopoulos. A imagem abaixo mostra o resultado final da produção do vídeo em cima deste desenho.

O clipe retrata a banda tocando em um deserto, que ganha vida conforme o vídeo avança. Na obra, Shinoda começa fazendo raps em um terreno baldio com plantas espinhosas brotando do solo, cercando-o e se transformando em pó — no primeiro verso —  e, depois, gramas e plantas brotam ao seu redor — no segundo verso. Durante o tempo em que Shinoda canta seus versos, Bennington fica no topo de uma plataforma com gárgulas nas bordas; esta plataforma fica em frente a uma porta em forma de trapézio. Perto do final do vídeo, o céu escurece e começa a chover, e a banda se apresenta no aguaceiro até o final da canção, onde a chuva para e a câmera se afasta da torre, mostrando o deserto onde Shinoda estava cantando, agora, de forma exuberante. Hahn explicou esse conceito para a MTV: "Quando você ouve a música, basicamente há um ciclo acontecendo nela. E é isso que está acontecendo no vídeo, há um ciclo de vida ocorrendo a partir do ambiente que é desolado, está tudo seco, e basicamente vai daquele ponto de não haver nada até o fim, onde ocorre toda uma evolução". Hahn disse que o que deu a ideia para o conceito do clipe, é que ele não possui uma resolução: "Começa bem vazio com o piano e acaba bem vazio. Eu queria passar por esse ciclo, com essa paisagem desértica no começo e no fim, mas houve essa evolução e tudo cresceu".
Cox e Hahn instalaram uma tubulação de água para simular uma chuva no set de filmagens, onde os membros da banda gravaram por mais de seis horas com um vento soprando sobre eles. Para manter um clima positivo no set, Cox convidou um amigo e um rapaz com um banjo para tocarem algumas canções do Linkin Park no palco sonoro, incluindo uma versão cômica de "Crawling". O desenhista de produção Patrick Tatopoulos, creditado por seu trabalho nos filmes Independence Day (1996), Dark City (1998) e Godzilla (1998), construiu o cenário e teve a ideia de projetar a estátua em forma de mulher e ter a banda se apresentando na coroa dela. No set, havia pequenas escadas com uma saliência da qual Cox queria que Delson pulasse; ele precisou de três tentativas até conseguir acertar o alvo, no qual acabou machucando o pé. Cox, brincando, disse que a única crítica que recebeu em relação ao vídeo foi por causa da baleia voadora feita por Hahn em CGI, que as pessoas não entenderam. Sobre a inclusão da baleia, Hahn disse: "Não é como se eu tivesse arrancado isso da minha bunda. Fazia sentido para mim. [...] É mais uma coisa elementar. Quando você pensa em uma baleia, você associa a água, mas é um contraste com o meio ambiente, porque não tem água nesse meio ambiente. Então era basicamente uma forma de conectar visualmente o solo ao céu até a torre, onde estávamos."
O lançamento do videoclipe de "In the End" aconteceu no mesmo mês da divulgação do single nos Estados Unidos, em setembro de 2001. Um making-of do clipe foi disponibilizado no primeiro DVD da banda, Frat Party at the Pankake Festival, lançado em novembro de 2001. Seu vídeo oficial no YouTube, lançado em 26 de outubro de 2009 originalmente no formato 360p, foi remasterizado para qualidade HD em outubro de 2020, após o lançamento da edição especial de 20.º aniversário de Hybrid Theory. Até fevereiro de 2023, o videoclipe de "In the End" tinha mais de 1,5 bilhão de visualizações no YouTube; este foi o segundo vídeo da banda que alcançou a marca do bilhão na plataforma, atrás de "Numb".

### Prêmios e indicações
O videoclipe de "In the End" foi indicado para distintas categorias em diferentes premiações. Na edição de 2002 da MTV Video Music Awards, que foi realizada na Radio City Music Hall em Nova Iorque, o clipe da canção venceu na categoria de "Melhor Videoclipe de Rock". Nesta mesma premiação, a obra também foi indicada nas categorias de "Videoclipe do Ano" e "Melhor Videoclipe de Grupo",  mas acabou perdendo para "Without Me", do rapper Eminem, e para a canção "Hey Baby", da banda No Doubt, respectivamente. Já na MTV Video Music Brasil 2002, realizada no Credicard Hall em São Paulo, a banda foi premiada na categoria de "Melhor Videoclipe Internacional".

## Apresentações ao vivo
Quando estávamos tocando In the End ao vivo, quando chegávamos à ponte, estava sempre tão alto que você mal conseguia ouvir a banda tocar. Naturalmente, em algum momento, parávamos de tocar naquele ponto. Chester e Mike teriam apenas os microfones e acenderiam as luzes. A incrível manifestação de emoção pessoal; é uma multidão cantando junto, mas cada pessoa está apaixonada pela música porque estão investindo nela sua própria história de vida.

— Brad Delson em entrevista com a revista Kerrang! em 2020.
"In the End" é a canção mais tocada de forma ao vivo da história de Linkin Park, com mais de 700 apresentações. Uma das primeiras performances da canção ocorreu na The Mason Jar, uma casa de shows localizada em Phoenix, Arizona. Esta apresentação aconteceu em 15 de agosto de 2000 como parte da turnê Education In Rebellion, que ocorreu meses antes do lançamento de Hybrid Theory. Na ocasião, a banda tocou a canção juntamente com outras de seu disco de estreia para um público de menos de 300 pessoas. Em novembro de 2000, eles se apresentaram na KROQ Jocks Signing Calendars, da rádio KROQ-FM, em um estacionamento de uma Best Buy localizado em Westminster, Califórnia. Ainda no ano 2000, a banda se apresentou na KROQ Almost Acoustic Christmas, também da rádio KROQ-FM, em dezembro daquele ano, com "In the End" inclusa em seu repertório.
A faixa esteve bastante presente nas apresentações do grupo no ano de 2001. Em janeiro, a banda apresentou "In the End" junto com "Papercut", "Points of Authority" e "One Step Closer" na BBC Radio One Evening Session da BBC Radio 1, em Yalding House, Londres, durante a parte europeia da turnê de divulgação de Hybrid Theory; um áudio desta performance da canção foi incluída na parte 1 de seu CD single. Em março, "In the End" esteve presente no repertório do grupo durante sua apresentação no programa de televisão Top of the Pops, da BBC Studios em Londres. Entre os dias 1 e 3 de junho, eles se apresentaram no festival alemão Rock im Park e Rock am Ring em Nuremberga, Baviera, e em Adenau, Ahrweiler, respectivamente. "In the End" esteve presente na setlist da banda em todas as ocasiões, onde no último dia de apresentação tocaram um cover da canção "Sweet Child o' Mine", da banda Guns N' Roses. A banda performou a canção em todas as suas apresentações no festival Ozzfest, entre os meses de junho e agosto, enquanto no final do ano, foi apresentada na KROQ Almost Acoustic Christmas pela segunda vez desde 2000, onde foi tocada acusticamente. Entre janeiro e março de 2002, a faixa continuou fortemente presente nas apresentações do grupo durante a Projekt Revolution, até finalizarem a última turnê de divulgação de Hybrid Theory.
Versões ao vivo de "In the End" estiveram presentes em diversos álbuns ao vivo da banda. Através da Summer Sanitarium Tour, da banda Metallica, em 2 de agosto de 2003, o grupo apresentou a canção no Reliant Stadium em Houston, Texas. Essa performance foi incluída no primeiro álbum ao vivo do grupo, Live in Texas, lançado em novembro daquele ano. Em 29 de junho de 2008, a banda se apresentou em Milton Keynes, Inglaterra para a promoção do disco Minutes to Midnight. Esta performance foi gravada para o DVD Road to Revolution: Live at Milton Keynes, lançado em novembro de 2008, onde uma versão ao vivo de "In the End" esteve em sua setlist. Anos mais tarde, em dezembro de 2017, a banda lançou o álbum ao vivo One More Light Live, que inclui uma gravação de "In the End" em Ziggo Dome, Amsterdã, em 20 de junho daquele ano — um mês antes da morte de Bennington. Nesta performance, a banda parou de tocar após o segundo verso da canção e durante sua ponte, a fim de deixar a multidão cantar.

## Impacto cultural

### Outras versões e uso na mídia
"In the End" foi regravada com a participação de KutMasta Kurt e Motion Man, sendo renomeada para "Enth E Nd" e incluída em Reanimation (2002), o primeiro álbum de remixes da banda. Ao contrário da faixa ser somente um remix, a canção também difere em suas letras. Foi lançada como um single promocional juntamente com a faixa "Frgt/10", enquanto um videoclipe para a sua promoção foi dirigido por Jason Goldwatch. Posteriormente, esteve presente num mashup com a canção "Izzo (H.O.V.A.)", em parceira com o rapper Jay-Z, intitulado "Izzo/In the End" e gravado para o EP de colaboração entre os dois artistas, Collision Course (2004). O grupo de rap Three 6 Mafia fez uma amostra de "In the End" em sua canção "Smoke Dat Weed", presente no primeiro álbum de estúdio do rapper Juicy J, Chronicles of the Juice Man (2002). A faixa também foi amostrada na canção "Hard To Let Go" do rapper Krayzie Bone, presente no mixtape The Fixtape Vol. 3: Lyrical Paraphernalia (2010), e também na canção "3rd Gear", do rapper TKO Capone, em 2012.
Diversos artistas e grupos musicais realizaram covers variados da canção. A banda de folk-pop Us the Duo lançou uma regravação da faixa em seu canal no YouTube em 7 de junho de 2012. No mesmo ano, a banda brasileira de pop rock Scarcéus, gravou uma versão alternativa da obra, intitulada "No Final", com Guilherme de Sá (da banda Rosa de Saron) para seu DVD ao vivo Rock é Pedra, Amor é Love (2012). Em janeiro do ano seguinte, um cover realizado pelo grupo de metalcore For All I Am serviu como parte da promoção de seu álbum de estreia, Skinwalker (2013). Em maio de 2020, "In the End" foi tocada por 266 músicos de 35 países diferentes como parte da edição de quarentena do Rocknmob, onde foi filmado remotamente em virtude da pandemia de COVID-19. No mês seguinte, o vocalista Robb Flynn, da banda Machine Head, divulgou em suas redes sociais um cover da canção, que foi realizado originalmente em 2017. Em homenagem aos vinte anos de Hybrid Theory, em outubro de 2020, a banda Fever 333 fez uma releitura dos estilos musicais presentes na faixa. Em setembro de 2022, o DJ e produtor musical francês Malaa produziu e disponiblizou um remix da canção.
Antes de Linkin Park subir ao palco do Rock in Rio Lisboa V em 26 de maio de 2012, Fred Durst, vocalista da banda Limp Bizkit, cantou o refrão de "In the End" durante o set de sua banda. O DJ holandês Hardwell tocou um mashup de "Cosmic Dark", da banda Pitchblack, e "In the End" como parte de seu set em vários shows em 2016. Um remix trance da canção, realizado pelo produtor Markus Schulz, foi lançado em 2017 em homenagem a Chester Bennington após a sua morte, que estreou no Tomorrowland daquele ano. Também após a morte de Bennington, o cantor The Weeknd, lembrou do artista em sua conta no Twitter com as letras do refrão da canção. Um cover/remix realizado pelos produtores Mellen Gi e Tommee Profitt e cantado por Fleurie e Jung Youth foi lançado em 2018. Esta versão foi usada no quinto episódio da primeira temporada da série de televisão Legacies (2018–) e, até dezembro de 2021, seu videoclipe no YouTube tinha mais de 810 milhões de visualizações. Em junho de 2021, o filantropo sul-africano-canadense-americano Elon Musk, fez uma citação do refrão da canção em sua conta no Twitter.
"In the End" fez aparições em diferentes episódios de séries de televisão. Foi apresentada no primeiro episódio da quinta temporada de The Challenge (1998–), intitulado "Hang Man". Também foi destaque no oitavo episódio da décima primeira temporada da série de televisão alemã Hinter Gittern - Der Frauenknast (1997–2007), intitulado "Dumm Gelaufen", e no segundo episódio da décima quarta temporada da sitcom de animação norte-americana American Dad! (2005–), intitulado "Paranoid Frandroid". Também figurou em pacotes de conteúdo para download (DLC) dos jogos eletrônicos Rock Band 3 (2010) em janeiro de 2011, Rocksmith 2014 (2013) em janeiro de 2015 e Beat Saber (2019) em agosto de 2020. Apareceu também numa versão em 8 bits na trilha sonora do jogo do próprio Linkin Park, 8-Bit Rebellion! (2010). A canção também é destaque em diversos Anime Music Videos (AMVs), criados por fãs de animes.

### Controvérsias envolvendo seu uso
Em 5 de março de 2001, Charles Andrew Williams, de 15 anos de idade, atirou em seus colegas da escola Santana High School em Santee, Califórnia, matando dois e ferindo treze. Ele deixou um bilhete para seu pai com a letra de "In the End" como uma tentativa de explicar seus sentimentos; as linhas principais eram: "Eu tentei tanto e cheguei tão longe / Mas no fim, isso nem mesmo importa". Em entrevista ao programa de televisão Today, da NBC, um amigo de Williams comentou que ele era fã da banda e se mostrava como um adolescente bastante problemático, sendo influenciado por três faixas do álbum Hybrid Theory: "One Step Closer", "Papercut" e "In the End". Apesar da citação do primeiro álbum do grupo, Darren Davis, da Yahoo! Music, comentou que "nenhuma das canções em questão ou qualquer outra do álbum do Linkin Park, Hybrid Theory, diz algo especificamente sobre trazer uma arma para a escola e matar alunos". Por fim, a banda emitiu o seguinte comunicado sobre o ocorrido: "Como todo mundo, estamos extremamente tristes por esses eventos e nossos corações estão com os familiares e amigos das vítimas".
Em junho de 2020, o então atual presidente dos Estados Unidos Donald Trump começou a usar o remix de Mellen Gi e Tommee Profitt da canção para sua campanha na eleição presidencial nos Estados Unidos em 2020. Em 20 de junho, Trump a tocou antes de subir no palco em Tulsa, Oklahoma, sua primeira reunião desde o início da pandemia de COVID-19. Houve uma condenação generalizada pelo uso da música pelos fãs do Linkin Park, mas a banda não emitiu um comunicado. Em 18 de julho, no entanto, Trump postou um vídeo de campanha no Twitter apresentando a canção, que rapidamente recebeu muita atenção. Linkin Park denunciou o vídeo por uma violação de direitos autorais, pois mesmo se tratando de um cover, eles ainda possuem os direitos da canção. O grupo emitiu a seguinte declaração: "O Linkin Park não apoia Trump, nem autoriza sua organização a usar qualquer uma de nossas músicas. Um cease and desist foi emitido." O cantor Jung Youth, que participa do cover, também demonstrou desaprovação pelo uso da canção por Trump. Após a declaração da banda, o vídeo foi removido algumas horas depois. A Variety relatou: "O banco de dados Lumen de avisos de remoção de DMCA mostra um arquivamento de 18 de julho da Machine Shop Entertainment, braço de negócios e empresa de gerenciamento do Linkin Park, solicitando formalmente a remoção do vídeo de acordo com a lei Digital Millennium Copyright Act dos Estados Unidos." O Twitter, em um comunicado ao The Guardian, disse: "Respondemos a reclamações de direitos autorais válidas enviadas a nós por um proprietário de direitos autorais ou seus representantes autorizados."

## Desempenho comercial
"In the End" foi a canção de maior sucesso de Linkin Park nos Estados Unidos. Na principal parada musical do país, a Billboard Hot 100, a canção estreou na 78ª posição na semana de 3 de novembro de 2001, alcançando o pico em 30 de março de 2002, onde atingiu a 2ª colocação, ficando atrás somente da faixa "Ain't It Funny (Murder Remix)", da cantora Jennifer Lopez com a participação de Ja Rule e Caddillac Tah. Ela permaneceu nesta tabela por 38 semanas e foi a sétima canção com o melhor desempenho na Billboard Hot 100 em 2002. No mesmo país, se tornou a primeira faixa da banda a atingir o topo da parada Alternative Airplay (anteriormente referida como Alternative Songs ou Modern Rock Tracks), no qual permaneceu no cume por cinco semanas, enquanto foi a única canção do grupo que alcançou a primeira colocação na Mainstream Top 40, também permanecendo por cinco semanas no topo. Já na Mainstream Rock, atingiu a 3ª posição na semana de 29 de dezembro de 2001, passando 41 semanas nesta parada, a segunda corrida mais longa da banda, atrás de "One Step Closer", que passou 42 semanas. Nas tabelas de fim de ano de 2002, "In the End" foi o segundo single com a melhor performance na Alternative Airplay, ficando atrás da canção "Blurry", da banda Puddle of Mudd, enquanto na Mainstream Rock terminou na 8ª posição. Já nas tabelas de final de década da Billboard, "In the End" foi a segunda canção dos gêneros alternativo (2ª colocação na Alternative Airplay) e rock (2ª posição na Rock Songs) mais tocada da década de 2000, atrás das faixas "Headstrong" de Trapt, e "How You Remind Me" de Nickelback, respectivamente. Já na Mainstream Top 40, a canção terminou a década na 36ª posição. Em agosto de 2008, a Recording Industry Association of America (RIAA) certificou-a com um disco de ouro e, até junho de 2014, o single havia vendido 2.555.000 cópias nos Estados Unidos, de acordo com a Nielsen SoundScan. Em agosto de 2017, por conta do impacto da morte de Chester Bennington, a canção recebeu quatro certificações de platina, até ser certificada, por fim, como disco de diamante em fevereiro de 2024, por atingir mais de dez milhões em vendas no país.

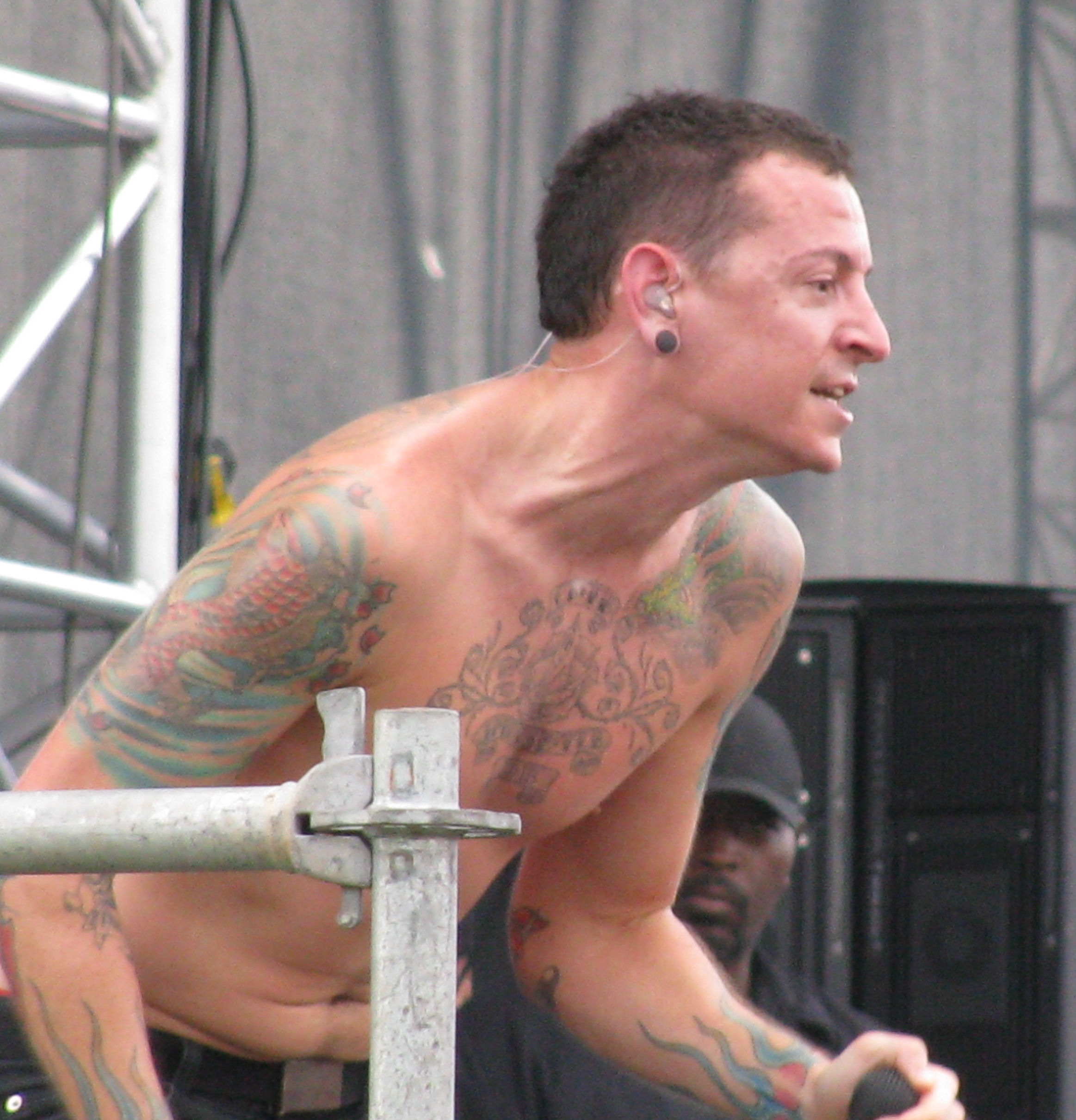
Após a morte do vocalista Chester Bennington, em julho de 2017, "In the End" reapareceu e estreou em diversas paradas musicais pelo mundo

A faixa foi um sucesso comercial em diversas regiões da Europa. Na semana de 30 de novembro de 2001, "In the End" atingiu o topo das paradas da Polônia, enquanto alcançava a 3ª posição na Dinamarca e na Suécia. Foi certificada com um disco de ouro pela IFPI Denmark e Grammofon Leverantörernas Förening (GLF) na Dinamarca (900 mil em vendas streaming) e Suécia (15 mil cópias), respectivamente. Na Itália, a canção estreou na 10ª posição na semana de 18 de outubro de 2001, alcançando o pico em 31 de janeiro de 2002, quando atingiu a 5ª colocação. Neste país, a Federazione Industria Musicale Italiana (FIMI) certificou-a em 2019 com disco de platina triplo depois de vender mais de 150 mil unidades. Já no Reino Unido, a canção adentrou na 8ª posição na UK Singles Chart, sendo o segundo single de maior sucesso da banda nesta parada — atrás de "What I've Done", que alcançou a 6ª posição — e atingiu o topo da UK Rock & Metal Chart em 14 de outubro de 2001, passando uma semana no cume. Neste país, foi certificada pela British Phonographic Industry (BPI) com disco de platina triplo pelas vendas de 1,8 milhão de unidades, ficando lado-a-lado com "Numb/Encore" como a canção mais bem sucedida da banda em vendas no território. Na Áustria, a faixa atingiu a 6ª posição na Ö3 Austria Top 40 em 28 de outubro de 2001, enquanto na Escócia alcançou a 7ª posição na semana de 14 de outubro. "In the End" também atingiu as dez primeiras posições nas paradas da Croácia (8ª posição) e na Dutch Top 40 dos Países Baixos (6ª colocação). Já na Alemanha, a canção estreou na 13ª posição na semana de 15 de outubro de 2001 e permaneceu na principal tabela do país por vinte e cinco semanas não consecutivas. Na região de Flandres, na Bélgica, atingiu a posição de número 12 na Ultratop 50, enquanto na região da Valônia alcançou a 26ª posição. Foi o primeiro single da banda a chegar às paradas da França, atingindo, em sua corrida original, a posição de número 40 e permanecendo na parada por 17 semanas. No continente europeu, de maneira geral, a faixa atingiu a 14ª posição na Eurochart Hot 100, que levava-se em conta as vendas acumuladas de canções em dezoito países da Europa. Nas tabelas de final de ano de 2001, a canção ficou na 30ª posição na Suécia, 94ª na Alemanha e na 131ª posição no Reino Unido, enquanto nas tabelas de fim de ano de 2002, terminou na 27ª e 50ª colocação na Single Top 100 e Dutch Top 40 dos Países Baixos, respectivamente, na 31ª posição na Itália e na 83ª colocação na região de Flandres, na Bélgica.
"In the End" também foi bem-sucedida em outras regiões do mundo. Na Oceania, alcançou a quarta posição na ARIA Charts da Austrália na semana de 10 de fevereiro de 2002, passando 17 semanas nesta parada; foi certificada pela Australian Recording Industry Association (ARIA) como disco de ouro, ao alcançar a marca de 35 mil em vendas neste país. Já na Nova Zelândia, atingiu a 10ª colocação na semana de 31 de março de 2002 e foi certificada pela Recorded Music NZ também como disco de ouro. Após a morte do vocalista Chester Bennington, em julho de 2017, a canção fez reaparições em diversas paradas musicais pelo mundo, enquanto estreou em outras. Nos Estados Unidos, reapareceu na Billboard Hot 100 em julho de 2017 na 37ª posição, juntamente com "Numb", que ficou na 34ª colocação e "Heavy", que chegou na posição de número 45. Na parada Hard Rock Digital Song Sales, a canção atingiu a primeira posição na semana de 5 de agosto de 2017, enquanto na Hot Rock & Alternative Songs alcançou a terceira colocação, ficando atrás da canção "Believer" de Imagine Dragons, e "Numb". No final de 2017, a canção ficou na 31ª posição na Hot Rock & Alternative Songs. Ainda na América do Norte, a faixa atingiu a posição de número 30 no Canadá na semana de 12 de agosto de 2017. Em alguns países da Europa, a canção acabou tendo um desempenho superior em relação às suas posições originais. Isso aconteceu na Alemanha que, enquanto atingia a 13ª posição em 2001, a faixa alcançou a 4ª colocação em 2017. Na Suíça, também houve uma melhora significativa, atingindo a 4ª posição na Schweizer Hitparade, em comparação com a 23ª colocação que a obra alcançou originalmente. A faixa também reapareceu na Áustria, onde atingiu a 4ª posição — duas colocações acima de sua posição original. "In the End" estreou nas paradas da Hungria, atingindo a 5ª posição no dia seguinte à morte de Bennington, enquanto em Portugal estreou na 21ª colocação em julho de 2017, sendo certificada pela Associação Fonográfica Portuguesa (AFP) como disco de platina quádruplo pelas vendas de mais de 160 mil cópias. Também apareceu pela primeira vez nas paradas da Finlândia e Espanha. A faixa também fez uma aparição em território asiático, atingindo a 11ª posição na Malásia na semana de 21 de julho de 2017. Em outubro de 2020, "In the End" se tornou a primeira e única canção da banda que figurou na então recém-criada parada Billboard Global 200, que se baseia em streams e vendas de download mundiais. Em junho de 2021, se tornou a primeira faixa do gênero nu metal a atingir um bilhão de streams na plataforma Spotify.

## Desempenho nas tabelas musicais
| Tabela musical (2001–2003)                | Melhor posição |
| ----------------------------------------- | -------------- |
| Alemanha (Official German Charts)         | 13             |
| Austrália (ARIA)                          | 4              |
| Áustria (Ö3 Austria Top 40)               | 6              |
| Bélgica (Ultratop 50 Flanders)            | 12             |
| Bélgica (Ultratop 50 Valônia)             | 26             |
| Croácia (HRT)                             | 8              |
| Dinamarca (Tracklisten)                   | 3              |
| Escócia (Official Charts Company)         | 7              |
| Estados Unidos (Active Rock)              | 1              |
| Estados Unidos (Adult Top 40)             | 15             |
| Estados Unidos (Alternative Airplay)      | 1              |
| Estados Unidos (Billboard Hot 100)        | 2              |
| Estados Unidos (Hot Singles Recurrents)   | 1              |
| Estados Unidos (Mainstream Rock)          | 3              |
| Estados Unidos (Mainstream Top 40)        | 1              |
| Estados Unidos (Top 40 Recurrent Airplay) | 1              |
| Europa (Eurochart Hot 100)                | 14             |
| França (SNEP)                             | 40             |
| Irlanda (IRMA)                            | 16             |
| Itália (FIMI)                             | 5              |
| Nova Zelândia (Recorded Music NZ)         | 10             |
| Países Baixos (Dutch Top 40)              | 5              |
| Países Baixos (Single Top 100)            | 11             |
| Polônia (LP3)                             | 1              |
| Reino Unido (UK Rock & Metal Chart)       | 1              |
| Reino Unido (UK Singles Chart)            | 8              |
| Romênia (Romanian Top 100)                | 99             |
| Suécia (Sverigetopplistan)                | 3              |
| Suíça (Schweizer Hitparade)               | 23             |

| Tabela musical (2017)                         | Melhor posição |
| --------------------------------------------- | -------------- |
| Alemanha (Official German Charts)             | 4              |
| Áustria (Ö3 Austria Top 40)                   | 4              |
| Canadá (Hot 100)                              | 30             |
| Eslováquia (Singles Digitál Top 100)          | 16             |
| Espanha (PROMUSICAE)                          | 89             |
| Estados Unidos (Billboard Hot 100)            | 37             |
| Estados Unidos (Hard Rock Digital Song Sales) | 1              |
| Estados Unidos (Hot Rock & Alternative Songs) | 3              |
| Estados Unidos (Rock Streaming Songs)         | 3              |
| Finlândia (Suomen virallinen lista)           | 19             |
| França (SNEP)                                 | 23             |
| Hungria (Single Top 40)                       | 5              |
| Hungria (Stream Top 40)                       | 5              |
| Malásia (RIM)                                 | 11             |
| Portugal (AFP)                                | 21             |
| Suíça (Schweizer Hitparade)                   | 4              |

| Tabela musical (2020)                        | Melhor posição |
| -------------------------------------------- | -------------- |
| Estados Unidos (Alternative Streaming Songs) | 22             |
| Mundo (Billboard Global 200)                 | 163            |
| Mundo (Billboard Global Excl. U.S.)          | 145            |

| Tabela musical (2021)                | Melhor posição |
| ------------------------------------ | -------------- |
| Estados Unidos (Hot Hard Rock Songs) | 1              |

| Tabela musical (2001)                | Posição |
| ------------------------------------ | ------- |
| Alemanha (Official German Charts)    | 94      |
| Reino Unido (UK Singles Chart)       | 131     |
| Suécia (Sverigetopplistan)           | 30      |
| Tabela musical (2002)                | Posição |
| Austrália (ARIA)                     | 46      |
| Bélgica (Ultratop 50 Flanders)       | 83      |
| Estados Unidos (Alternative Airplay) | 2       |
| Estados Unidos (Billboard Hot 100)   | 7       |
| Estados Unidos (Mainstream Rock)     | 8       |
| Itália (FIMI)                        | 31      |
| Países Baixos (Dutch Top 40)         | 50      |
| Países Baixos (Single Top 100)       | 27      |
| Tabela musical (2017)                | Posição |
| Estados Unidos (Hot Rock Songs)      | 31      |
| Tabela musical (2019)                | Posição |
| Portugal (AFP)                       | 233     |

| Tabela musical (2000–2009)           | Posição |
| ------------------------------------ | ------- |
| Estados Unidos (Alternative Airplay) | 2       |
| Estados Unidos (Mainstream Top 40)   | 36      |
| Estados Unidos (Rock Songs)          | 2       |

## Certificações
| Austrália (ARIA) | Ouro       | 35 000‡        |
| Dinamarca (IFPI Denmark) | 2× Platina | 180 000‡       |
| Dinamarca (IFPI Denmark) | Ouro       | 900 000 (St.)† |
| Estados Unidos (RIAA) | Diamante   | 10 000 000‡    |
| Espanha (PROMUSICAE) | 2× Platina | 120 000‡       |
| Itália (FIMI) | 3× Platina | 150 000‡       |
| Nova Zelândia (RMNZ) | Ouro       | 5 000*         |
| Portugal (AFP) | 5× Platina | 200 000‡       |
| Reino Unido (BPI) | 3× Platina | 1 800 000‡     |
| Suécia (GLF) | Ouro       | 15 000^        |
| Suíça (IFPI Switzerland) | Ouro       | 20 000^        |
| * Número de vendas definido com base apenas no nível de certificação. ^ Número de embarques definido com base apenas no nível de certificação. ‡ Número de vendas + streaming definido com base apenas no nível de certificação. † Número somente de streaming definido com base apenas no nível de certificação. |            |                |

## Créditos e pessoal
Créditos adaptados através do Tidal.
Linkin Park
- Chester Bennington – vocais
- Mike Shinoda – vocais, piano, samplers
- Brad Delson – guitarra, baixo
- Joe Hahn – toca-discos, samplers
- Rob Bourdon – bateria, percussão

Produção
- Don Gilmore – produção, engenharia
- Jeff Blue – produção executiva
- Andy Wallace – mixagem
- Steve Sisco – assistente de mixagem
- Shawn "Fox" Phelps – assistente de engenharia
- Matt Griffin – assistente de engenharia
- Brian "Big Bass" Gardner – masterização de áudio, engenharia
- John Ewing Jr. – engenharia
- Mike Shinoda – engenharia